# Naryn
Naryn (kirguís: Нарын) es el centro administrativo de la provincia de Naryn, en el centro de Kirguistán, con una población de 40.049 (censo de 1999). Está situada a 41°26′N 76°0′E, por ambas orillas del río Naryn. La ciudad tiene un museo regional y un hotel, pero en lo demás es residencial.
Naryn alberga uno de los tres campus de la Universidad de Asia Central (UCA). La Universidad fue fundada en 2000 por los Gobiernos de Kazajistán, Kirguistán y Tayikistán, y Su Alteza el Aga Khan.

## Clima
| Parámetros climáticos promedio de Naryn (1991-2020)                                                   | Parámetros climáticos promedio de Naryn (1991-2020) | Parámetros climáticos promedio de Naryn (1991-2020) | Parámetros climáticos promedio de Naryn (1991-2020) | Parámetros climáticos promedio de Naryn (1991-2020) | Parámetros climáticos promedio de Naryn (1991-2020) | Parámetros climáticos promedio de Naryn (1991-2020) | Parámetros climáticos promedio de Naryn (1991-2020) | Parámetros climáticos promedio de Naryn (1991-2020) | Parámetros climáticos promedio de Naryn (1991-2020) | Parámetros climáticos promedio de Naryn (1991-2020) | Parámetros climáticos promedio de Naryn (1991-2020) | Parámetros climáticos promedio de Naryn (1991-2020) | Parámetros climáticos promedio de Naryn (1991-2020) |
| Mes                                                                                                   | Ene.                                                | Feb.                                                | Mar.                                                | Abr.                                                | May.                                                | Jun.                                                | Jul.                                                | Ago.                                                | Sep.                                                | Oct.                                                | Nov.                                                | Dic.                                                | Anual                                               |
| --- | --------------------------------------------------- | --------------------------------------------------- | --------------------------------------------------- | --------------------------------------------------- | --------------------------------------------------- | --------------------------------------------------- | --------------------------------------------------- | --------------------------------------------------- | --------------------------------------------------- | --------------------------------------------------- | --------------------------------------------------- | --------------------------------------------------- | --------------------------------------------------- |
| Temp. máx. abs. (°C)                                                                                  | 5.3                                                 | 9.1                                                 | 20.5                                                | 29.5                                                | 29.6                                                | 33.1                                                | 36.9                                                | 36.0                                                | 31.4                                                | 26.6                                                | 19.0                                                | 7.7                                                 | 36.9                                                |
| Temp. máx. media (°C)                                                                                 | -8.7                                                | -5.0                                                | 4.4                                                 | 14.4                                                | 18.7                                                | 22.0                                                | 25.3                                                | 25.4                                                | 21.5                                                | 13.6                                                | 4.8                                                 | -5.7                                                | 10.9                                                |
| Temp. media (°C)                                                                                      | -14.8                                               | -11.0                                               | -1.1                                                | 8.1                                                 | 12.1                                                | 15.2                                                | 17.8                                                | 17.7                                                | 13.8                                                | 6.4                                                 | -1.5                                                | -11.4                                               | 4.3                                                 |
| Temp. mín. media (°C)                                                                                 | -19.4                                               | -15.9                                               | -5.9                                                | 2.3                                                 | 6.1                                                 | 8.8                                                 | 10.6                                                | 10.3                                                | 6.5                                                 | 0.8                                                 | -5.9                                                | -15.7                                               | -1.5                                                |
| Temp. mín. abs. (°C)                                                                                  | -37.9                                               | -38.0                                               | -27.6                                               | -15.5                                               | -5.7                                                | -1.0                                                | 0.6                                                 | 0.6                                                 | -7.4                                                | -14.9                                               | -29.2                                               | -35.4                                               | -38.0                                               |
| Precipitación total (mm)                                                                              | 9                                                   | 15                                                  | 22                                                  | 35                                                  | 65                                                  | 66                                                  | 44                                                  | 24                                                  | 14                                                  | 17                                                  | 16                                                  | 13                                                  | 340                                                 |
| Días de precipitaciones (≥ 1.0 mm)                                                                    | 3.1                                                 | 5.8                                                 | 5.6                                                 | 6.8                                                 | 9.4                                                 | 10.0                                                | 7.2                                                 | 4.4                                                 | 3.3                                                 | 3.3                                                 | 3.3                                                 | 2.7                                                 | 62.9                                                |
| Horas de sol                                                                                          | 135                                                 | 145                                                 | 178                                                 | 210                                                 | 246                                                 | 292                                                 | 320                                                 | 316                                                 | 274                                                 | 218                                                 | 156                                                 | 122                                                 | 2612                                                |
| Humedad relativa (%)                                                                                  | 76                                                  | 74                                                  | 71                                                  | 60                                                  | 54                                                  | 57                                                  | 55                                                  | 50                                                  | 45                                                  | 52                                                  | 63                                                  | 74                                                  | 61                                                  |
| Fuente n.º 1: Погода и климат                                                                         |                                                     |                                                     |                                                     |                                                     |                                                     |                                                     |                                                     |                                                     |                                                     |                                                     |                                                     |                                                     |                                                     |
| Fuente n.º 2: Deutscher Wetterdienst (humidity 1961–1990) NOAA (precipitation days and sun 1961–1990) |                                                     |                                                     |                                                     |                                                     |                                                     |                                                     |                                                     |                                                     |                                                     |                                                     |                                                     |                                                     |                                                     |